# Chartreuse de Sainte-Paule-de-la-Porte-du-Mont
 (mars 2025).
La chartreuse de Sainte-Paule-de-la-Porte-du-Mont ou de Sainte-Paule de Thorberg, Sancta Paula Portæ Montis en latin, appelée communément chartreuse de Berne, était un monastère de chartreux situé à Krauchthal à douze kilomètres de Berne, en Suisse.

## Histoire
La chartreuse de Sainte-Paule-de-la-Porte-du-Mont, près de Berne, est fondée par Pierre de Thorberg en 1397. Les bâtiments conventuels sont édifiés à la place du château de Thorberg, sur le sommet d'un énorme rocher isolé, qui avait été assiégé pendant la bataille de Sempach en 1386. 
En 1399, la chartreuse conclut un traité de combourgeoisie avec Berne, avec l'assurance de la protection de la cité, et avec l'exemption de presque tous les impôts, avec Soleure en 1399 et avec Thoune en 1472. L'empereur Sigismond qui vient à Berne en 1414, ratifie tous les privilèges accordés à cette maison.
La Chartreuse est sur le point d'être détruite, en 1476, pendant la guerre de Bourgogne, les Lucernois accusent les chartreux d’être favorables aux bourguignons. Les conseillers de Berne prennent le parti des religieux et parviennent à faire comprendre que ceux-ci avaient simplement rempli leur devoir de reconnaissance envers un de leurs bienfaiteurs.
En 1520, elle est ravagée par la peste. En 1528, la chartreuse est supprimée par le canton de Berne passé au protestantisme. Les religieux, à part deux défections, restent fidèles à l'Église catholique et à l'Ordre dont ils sont les membres, la plupart se réfugient à la Chartreuse d'Ittingen à Warth, près de Frauenfeld.

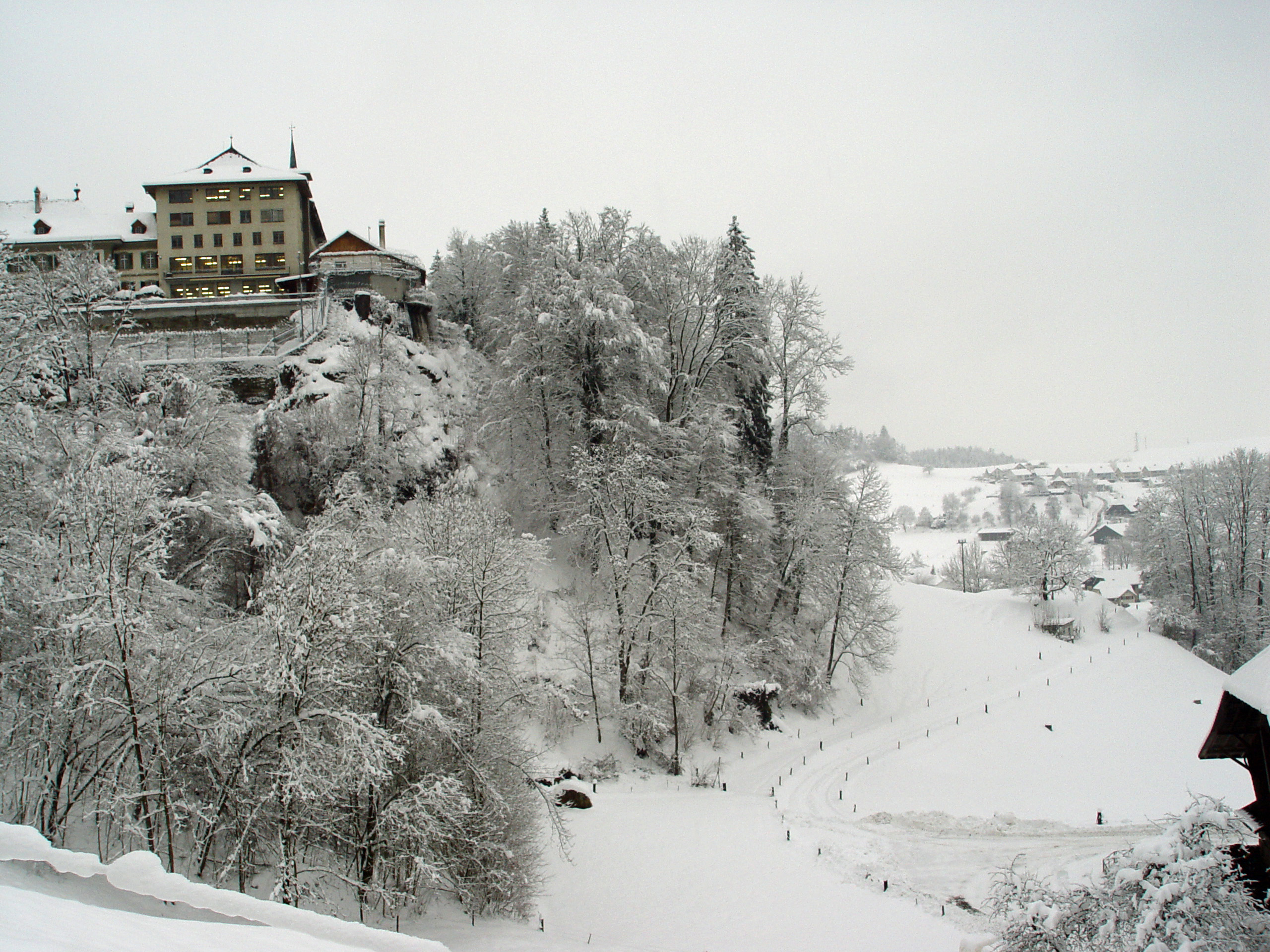
Thorberg en 2008

La chartreuse est sécularisée en 1528, ses biens sont inventoriés en 1529, puis rachetés aux moines et aux frères. Berne établit une intendance pour administrer les possessions de la chartreuse. Les cellules sont transformées en hospice de vieillards. Entre 1738 et 1763, les bâtiments délabrés sont remplacés par de nouvelles constructions. De 1798 à 1848, l'hospice se transforme peu à peu en établissement pour marginaux malades ou délinquants, et sert de lieu d'enfermement dès 1807, lieu de surveillance en 1826, asile d'aliénés en 1844, maison de correction pour hommes, femmes et enfants en 1848, avant de devenir un pénitencier pour hommes avec la construction d'un bâtiment cellulaire en 1891.

## Prieurs
Le prieur est le supérieur d'une chartreuse, élu par ses comprofès ou désigné par les supérieurs majeurs.
- 1397 : Johannes de Braunschweig ou Jean de Brunswick (†1401), premier recteur, docteur en droit, prieur de la chartreuse de Strasbourg, se réfugie à la chartreuse de Fribourg-en-Brisgau en 1382, dont il devient prieur, et gouverne ensuite Berne.
- 1404 : Albert Ulrich, premier prieur de Thorberg.
- 1419-1453 : Jean de Hongrie (†1453), « clerc rendu » (sorte d'oblat) de la Chartreuse de Strasbourg, fait ensuite sa profession comme moine, donne sa démission en 1449, mais reprend finalement sa charge jusqu'à sa mort[1].
- Marcel Geist, restaura le monastère
- 1521-1525 : Niklaus Schürstein (Nicolas de Schursten), quitte l'habit et se marie
- 1525-1528 : Johannes Hurri, dernier prieur, se rallie à la Réforme protestante.

## Vestiges des bâtiments du monastère
Du monastère des chartreux, il reste la maison d'hôtes des femmes et la chapelle, datant de 1510-15, dont les fresques montrent l'adoration des mages et l'adoration des bergers. Une figure de l'Homme de douleurs du sculpteur Erhart Küng (de), maître d'œuvre de la Collégiale Saint-Vincent de Berne est aujourd'hui conservée au Musée d'histoire de Berne.